# Герольдсгрюн
Герольдсгрюн (нім. Geroldsgrün) — громада в Німеччині, розташована в землі Баварія. Підпорядковується адміністративному округу Верхня Франконія. Входить до складу району Гоф.
Площа — 15,57 км2. Населення становить 2670 ос. (станом на 31 грудня 2020).